# بيير جول هيتزل
بيير جول هيتزل (بالفرنسية: Pierre-Jules Hetzel)، وُلد في 15 يناير 1814 بمدينة شارتر، وتُوفي في 17 مارس 1886 في مونت كارلو، كان ناشرًا وكاتبًا ومترجمًا وسياسيًا فرنسيًا.